# アーネスト・マコラック
- アーネスト・マッカロー

アーネスト・アームストロング・マコラック（Ernest Armstrong McCulloch [məˈkʌlə]、1926年4月21日 - 2011年1月19日）は、カナダの細胞生物学者。ジェイムズ・ティルと共に、幹細胞の存在を実証したことで知られる。アーネスト・マッカローの表記も見られる。

## 生涯
カナダのトロントで生まれ、アッパー・カナダ・カレッジにて学んだ。トロント大学を1948年に卒業、医学の学士号を得た。卒業後はイギリス、ロンドンのリスター研究所で研究を始めた。
1974年にマコラックはカナダ王立協会の会員となり、1988年にThe Order Of Canadaのofficerに就任した。1999年にロンドンの王立協会の会員となり、2004年にはカナダの医学の栄誉の殿堂入りをした。晩年にはトロント大学名誉教授も務めた。

## 幹細胞
1957年、マーガレット王女病院を持つオンタリオ癌研究所に入り、すぐにジェイムズ・ティルと共に研究を始めた。マコラックの血液学の経験と、ジェイムズ・ティルの生物物理学の経験が組み合わされることにより、技術と興味にあふれた多くの新しい研究がなされた。
1960年代始めに、彼らは放射線照射を行ったハツカネズミに骨髄細胞を注射する事を含んだ研究を始めた。そのハツカネズミの脾臓に、注入した骨髄細胞の量に比例して結節が確認できるようになった。彼らはこの結節を脾臓コロニーと呼び、一つの結節が一つの骨髄細胞、おそらく幹細胞からできていると予想した。
後に、大学院生アンディー・ベッカーを加え、各結節が細胞一つからできていることを証明した。彼らは1963年にこの結果を『ネイチャー』誌にて発表した。同じ年、カナダの先駆的な分子生物学者Lou Siminovitchと共同で、これらの細胞が自己再生能を持つことの証拠を得た。自己再生能は、幹細胞の機能の定義の重要な部分である。
マコラックのその後の研究の中心は、急性骨髄芽球性白血病の患者の血液から得られる腫瘍化した骨髄芽球の細胞や分子のメカニズムについてである。

## 主な受賞歴
- 1969年 - ガードナー国際賞
- 2005年 - アルバート・ラスカー基礎医学研究賞
- 2010年 - トムソン・ロイター引用栄誉賞